# Пелех Богдан Любомирович
Пелех Богдан Любомирович(28 жовтня 1940, Санок — 9 липня 1995, Калуш) — український  вчений , професор, доктор фізико-математичних наук, фахівець з механіки деформівного твердого тіла.

## Біографічні відомості
Б. Л. Пелех народився 28 жовтня 1940 р. у м. Санок (теперішня Польща), помер 9 липня 1995 р. і похований у м. Калуші Івано-Франківської області. Відомий фахівець з механіки деформівного твердого тіла, вся трудова діяльність котрого була присвячена науковій та педагогічній роботі. Середню школу закінчив у м. Калуші з золотою медаллю. З 1957 р. по 1962 р. навчався у Львівському державному університеті ім. Івана Франка, після закінчення якого з відзнакою поступив до аспірантури того ж університету за спеціальністю механіка деформівного твердого тіла до відомого вченого в галузі теоретичних проблем механіки професора М. П. Шереметьєва.

## Наукова діяльність
З 1965 р. — кандидат фізико-математичних наук, а з 1970 р. — доктор фізико-математичних наук. У 1974 р. йому присвоєно вчене звання професора. Академік Української нафтогазової академії (з 1993 р.). Лауреат Республіканської премії ім. М. Островського в галузі науки і техніки (1971 р.) та премії Національної Академії наук України ім. О. М. Динника (1991 р.). Упродовж 1965—1969 рр. працював доцентом Тернопільського філіалу Львівського політехнічного інституту (тепер — Тернопільський державний технічний університет ім. Івана Пулюя), з 1969 р. — старший науковий співробітник, а з 1972 р. — завідувач відділу Фізико-механічного інституту ім. Г. В. Карпенка Академії наук України. З 1973 р. по 1994 р. — завідувач відділу механіки тонкостінних елементів конструкцій Інституту прикладних проблем механіки і математики ім. Я. С. Підстригача НАН України. В останні роки життя — професор кафедри теоретичних основ механіки Івано-Франківського державного технічного університету нафти і газу.
Б. Л. Пелех — автор 9 монографій і понад 250 наукових праць у галузі механіки деформівного твердого тіла та авторських свідоцтв на винаходи. Йому належать фундаментальні результати з теорії оболонок і пластин, зокрема створені основи і завершена узагальнена теорія анізотропних оболонок і пластин із скінченною зсувною жорсткістю. Його монографія «Теорія оболонок із скінченною зсувною жорсткістю» (Київ: Наук. думка, 1973. — 248 с.) стала настільною книгою як вчених і педагогів у галузі теорії оболонок, так і інженерів-механіків, які працюють над проектуванням тонкостінних конструкцій. Широко відомі в науковому світі монографії та статті Б. Л. Пелеха з проблем механіки контактної взаємодії тонкостінних елементів конструкцій, концентрації напружень в анізотропних пластинах та оболонках, демпфування конструктивно-неоднорідних систем. Вагомий внесок Б. Л. Пелех вніс у розвиток структурної механіки композиційних матеріалів.
Для всієї наукової діяльності професора Б. Л. Пелеха характерним було постійне розширення наукових напрямків. Наукові здобутки створеної ним відомої в науковому світі школи в галузі теорії тонкостінних елементів конструкцій та механіки композиційних матеріалів мають стосунок до некласичних моделей та теорій оболонок і пластин (М. Сухорольський, В. Ганулич, В. Лазько, Р. Махніцький, М. Марчук), механіки контактної взаємодії деформівних структур і проблеми триботехніки (Є. Конюк, Р. Сисак, В. Швабюк, I. Черепюк, М. Сухорольський, В. Шопа, О. Максимук, М. Марчук, Д. Матієшин, Н. Щербина, Г, Крук), концентрації напружень і стійкості конструкцій (I. Мамчур, Р. Білосевич, Б. Польовий, В. Лазько. Р. Махніцький, М. Марчук, Ф. Якімов), поверхонь розділу в композиційних матеріалах і деталях із покриттями (I. Коровайчук, Ф. Флейшман, I. Когут, М. Хом'як, I. Скородинський), фізико-хімічної механіки композиційних матеріалів (О. Тушницький, Ф. Флейшман, I.Коровайчук), механіки руйнування композиційних структур (В. Лазько, О. Мачуга, I. Когут, В. Швабюк), проблем динаміки і розсіяння енергії в елементах конструкцій (Б. Саляк, Б. Дівеєв, В. Пакош, I. Бутитер, А. Микита, Г. Калита).
Під керівництвом Б. Л. Пелеха захищено 25 кандидатських дисертацій. На даний час з колишніх учнів Б. Л. Пелеха троє захистили докторські дисертації (В. І. Швабюк, О. В. Максимук, М. А. Сухорольський).
Професор Б. Л. Пелех проводив велику науково-організаційну роботу. Він був членом Бюро Наукової Ради з механіки конструкцій із композиційних матеріалів НАН України, секції теорії оболонок Наукової Ради з міцності та пластичності АН СРСР, секції «Динаміка та стійкість» Наукової Ради з механіки деформівного твердого тіла НАН України, керівником секції «Фізико-хімічна механіка композиційних матеріалів» Наукового Товариства ім. Т. Шевченка.
Б. Л. Пелех був організатором проведення більше десяти міжнародних науково-технічних конференцій, симпозіумів, семінарів з механіки конструкцій із композиційних матеріалів.